# Diospyros scalariformis
Diospyros scalariformis är en tvåhjärtbladig växtart som beskrevs av Harold Roy Fletcher. Diospyros scalariformis ingår i släktet Diospyros och familjen Ebenaceae. Inga underarter finns listade i Catalogue of Life.